# Ry (Danemark)
Pour les articles homonymes, voir Ry.
Ry est une ville du Danemark de l'amt d'Århus, dans la municipalité de Skanderborg, Jutland.
Sa population était de 5 731 habitants en 2014.